# Dimethyltereftalaat
Dimethyltereftalaat of DMT is een organische verbinding met als brutoformule C10H10O4. Het is een witte, schilferige vaste stof, die onoplosbaar is in water. De stof wordt gebruikt in de productie van polyester, waaronder polyethyleentereftalaat (pet) en poly(trimethyleentereftalaat) (PTT).

## Synthese
Dimethyltereftalaat is een ester van tereftaalzuur en methanol en wordt gesynthetiseerd door een opeenvolging van reacties. De meest gebruikte syntheseweg is het zogenaamde Witten-proces genoemd naar de stad Witten in het Ruhrgebied:
1. p-xyleen wordt geoxideerd tot p-toluylzuur, in het bijzijn van een kobalt-mangaan-katalysator
2. p-toluylzuur reageert met methanol tot p-toluylzuur-methylester, dat vervolgens bij een lagere temperatuur en druk wordt geoxideerd tot tereftaalzuur-monomethylester
3. Tereftaalzuur-monomethylester reageert vervolgens opnieuw met methanol, zodat uiteindelijk dimethyltereftalaat wordt gevormd.

Een alternatieve methode begint met de oxidatie van p-xyleen tot tereftaalzuur, dat vervolgens met methanol wordt veresterd. Dit noemt men het "SD-proces".

## Toxicologie en veiligheid
Stofexplosie is mogelijk indien poeder of korrels vermengd worden met lucht.